# Леді Джейн (фільм)
Леді Джейн (англ. Lady Jane) — історична драма 1986 року режисера Тревора Нанна.

## Сюжет
Фільм базується на реальних подіях з життя королеви Англії Леді Джейн Грей.
Після смерті Генріха VIII Тюдора королем Англії став його син Едвард VI, переконаний протестант. Родина Грей, що була родичкою Тюдорів, мріє про те, що Едуард невдовзі одружиться з їхньою старшою дочкою, леді Джейн. Але молодий король при смерті, й могутній Джон Дадлі, глава Таємної ради, пропонує Греям інший план. Джейн має стати дружиною Гілфорда, сина Джона Дадлі. Вона — одна зі спадкоємиць англійського престолу й після смерті Едуарда може стати королевою, тим самим не допустивши приходу до влади принцеси-католички Марії Тюдор. А оскільки майбутнє подружжя молоде й недосвідчене, то керувати королівством будуть Джон Дадлі й пара Грей.
Попри погрози й побиття, Джейн опирається майбутньому шлюбові, але Едуард переконує її поступитись. Після пишного весілля Джейн і Гілфорд переїжджають до віддаленого маєтку. Байдужі спочатку, вони згодом закохуються одне в одного. Тим часом король Едуард помирає. Перед смертю Дадлі переконує його підписати заповіт, за умовами якого трон спадкує Джейн в обхід законних прав принцес Марії та Єлизавети. Джейн розгублена, оскільки не готова стати королевою, та все ж стає до справ державних. Однак її реформи не мають підтримки, й прибічники залишають Джейн. Її правління тривало лише дев'ять днів.
Принцесу Марію проголошено королевою Англії, а Джейн, Гілфорд, Джон Дадлі й Генрі Грей оголошені узурпаторами й відправлені в Тауер. Марія збирається до шлюбу з королем Іспанії Філіпом II і має намір дарувати прощення Джейн та її родині, попри те, що іспанський посланець вимагає їхньої страти. Але несподівано проти нової королеви спалахує повстання, й Марія, остерігаючись втратити корону, вирішує стратити Джейн і Гілфорда за звинуваченням у державній зраді. Наостанок вона пропонує їм помилування в обмін на перехід до католицизму, але Джейн і Гілфорд відмовляються.
12 лютого 1554 року леді Джейн і Гілфорд Дадлі були страчені.

## У ролях
- Гелена Бонем Картер — леді Джейн Грей
- Кері Елвес — Гілфорд Дадлі
- Патрік Стюарт — Генрі Грей, 1-й герцог Саффолк
- Сара Кестелман — леді Френсіс Грей, герцогиня Саффолк
- Джейн Лапотейр — королева Марія I Тюдор
- Джон Вуд — Джон Дадлі, 1-й герцог Нортумберленд
- Воррен Шеїр — король Едвард VI